# 349 Dembowska
349 Dembowska este un asteroid din centura principală, descoperit pe 9 decembrie 1892, de Auguste Charlois.